# فرانتس رزنتسوایگ

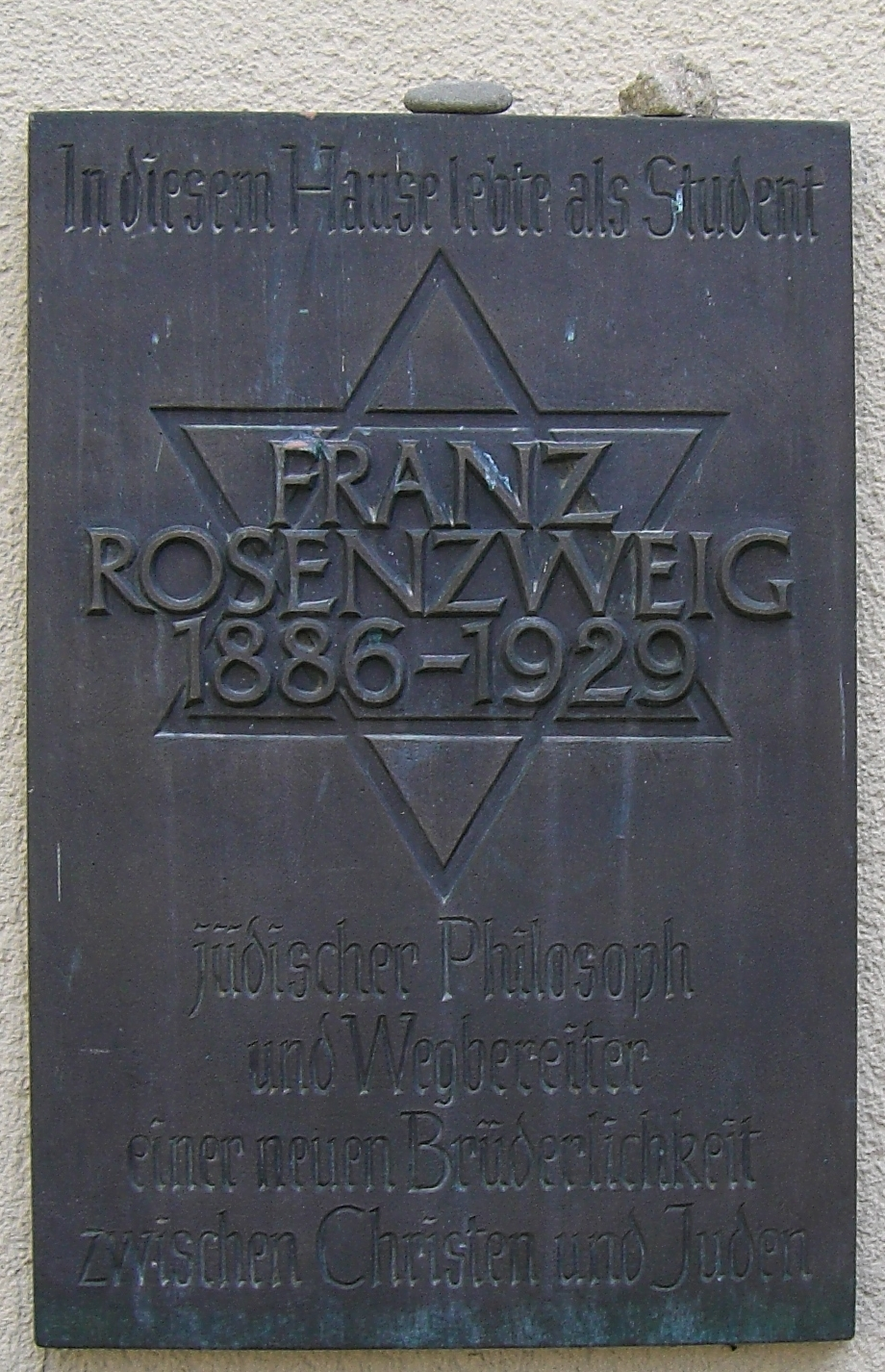

فرانتس رزنتسوایگ (آلمانی: Franz Rosenzweig؛ زاده ۲۵ دسامبر ۱۸۸۶ – درگذشته ۱۰ دسامبر ۱۹۲۹) یک فیلسوف اهل آلمان بود.

## همکاری با مارتین بوبر
روزنتسوایگ به طور انتقادی با مارتین بوبر محقق یهودی صهیونیست درگیر بود. آن دو در مورد یک سری سخنرانی که بوبر ایراد کرده بود، نامه رد و بدل کردند. در سال 1923، یکی از نامه ها توسط روزنتسوایگ به عنوان نامه‌ای سرگشاده با عنوان "سازندگان" منتشر شد. 
برخلاف بوبر، روزنتسوایگ احساس می‌کرد که بازگشت به اسرائیل یهودیان را درگیر تاریخ دنیوی می کند که باید از آن اجتناب کنند. روزنتسوایگ و بوبر سالیان دراز با هم بر روی ترجمه‌ای از تنخ یا کتاب مقدس عبری از عبری به آلمانی کار کردند. این ترجمه، با وجود اعتراض، منجر به ترجمه‌های متعدد دیگری به زبان‌های دیگر شده است که از همان روش و اصول استفاده می‌کنند. فرآوردهٔ کار آن‌ها در مورد ماهیت و فلسفه ترجمه هنوز به طور گسترده خوانده می‌شود.

## مرگ
روزنتسوایگ در 12 دسامبر 1929 به خاک سپرده شد. هیچ کس بر سر مزار او حضور نداشت. تنها مارتین بوبر مزمور 73 را خواند. 
پس از مرگ او و به قدرت رسید هیتلر پسرش رافائل در سال 1939 از آلمان به فلسطین گریخت. کتابخانه روزنتسوایگ با حدود 3000 جلد قرار بود در فلسطین به دست پسرش برسد، اما کشتی باری در طول جنگ جهانی دوم به تونس تغییر مسیر داد و اکنون در کتابخانه ملی تونس، در دارالکتب الوطنیه نگهداری می‌شود.